# Tufanbeyli
Tufanbeyli (prononcé [tufɑnbej'li]) est un district de la province d'Adana et situé à environ 196 km de sa préfecture.

## Démographie
| 1990  | 1997  | 2000  | 2007  | 2009  |
| ----- | ----- | ----- | ----- | ----- |
| 5 663 | 5 579 | 5 332 | 5 292 | 5 437 |

## Personnalités
- Sezayi Erken (1978-), photographe